# Suzanne Belperron
Madeleine Suzanne Marie Claire Vuillerme también conocida como Suzanne Belperron (Francia, Saint-Claude, 26 de septiembre de 1900 - París, 28 de marzo de 1983) fue una de las diseñadoras de joyas más talentosas e influyentes del siglo XX.

## Biografía

### La juventud de una joyera
Madeleine Suzanne Marie Claire Vuillerme nació el 26 de septiembre de 1900 en el pueblo de Saint-Claude, en las Montañas Jura (Francia oriental) a unos 60 kilómetros de Ginebra, Suiza. Fue hija del mercader Jules Alix Vuillerme (1861–1913) y de Marie Clarisse Faustine Bailly Ma Tre (1866–1931).
Los habitantes de la región de Jura, para mantenerse ocupados durante los largos meses de invierno, desarrollaron históricamente un amplio conjunto de oficios tradicionales, incluyendo el arte de cortar piedras preciosas. Entre 1885 y 1929, el pueblo de Saint-Claude fue uno de los más importantes centros mundiales en el corte de diamantes.
Consciente de la precoz inclinación de Suzanne hacia el diseño, su madre siempre la alentó para que diera rienda suelta a su talento, logrando enrolarla en la Escuela de Bellas Artes del pueblo de Besanzón. Esta escuela pública fue creada en 1773 por el pintor suizo Melchior Wirsch y el escultor Francés Luc Breton. Y desde 1843, frente a dicha escuela fue emplazado el más antiguo museo público de Francia, el Museo de Bellas Artes y Arqueología de Besanzón. Acondicionado desde 1694, casi un siglo antes que el Museo del Louvre en París, alberga uno de los mayores gabinetes de dibujo de Francia, una distinguida colección de antigüedades clásicas y objetos egipcios antiguos.
Suzanne Belperron resultó la ganadora de la competencia anual de Arte Decorativo de 1918, con un reloj colgante. Dicho premio fue la recompensa por sus primeros años de estudio en la confección de relojes y la decoración de joyería.

### Una artista de vanguardia en la Casa René Boivin de joyería
Recién llegada a París en marzo de 1919, iniciando la década dorada de los años veinte, Suzanne Belperron fue empleada como diseñadora de modas por Jeanne Boivin, viuda de René Boivin. La Casa René Boivin de joyería, creada en 1890, había lamentado la pérdida de su fundador en 1917,  quien era además un talentoso diseñador. Desde 1920, las colecciones de la Casa Boivin presentaron muchas joyas inspiradas por los bosquejos que realizara Suzanne Vuillerme desde 1917, cuando todavía era estudiante de la Escuela de Bellas Artes Por entonces, sus grandes alhajas curvilíneas iban en contra del dominante estilo art déco de joyas refinadas, geométricas y estructuradas. En la Casa René Boivin, Suzanne Belperron se labró un peculiar prestigio con sus diseños de piedras preciosas sobre materiales semipreciosos como calcedonia, cristal de roca y cuarzo ahumado.
Jeanne Boivin, quien siempre consideró a Suzanne como a una hija, reconocía que la joven “había jugado un papel principal en la vida artística de la Casa René Boivin”. Sin niños, Suzanne se dedicó por completo a elevar la distinción creativa y reputación internacional de dicha Casa de joyería. Como consecuencia, en 1924 Suzanne Belperron devino, con solo 23 años, codirectora de la Casa René Boivin.
Suzanne se casó con el ingeniero Jean Belperron, quien había nacido el 18 el febrero de 1898 en Dole, también en la región de Jura. La ceremonia civil tuvo lugar en el poblado de Besanzón el 11 de julio de 1924.  La pareja se mudó al número 49 de la calle Lamarck, en el área parisina de Montmartre. En el estudio del pintor expresionista Gen Paul, en Montmartre, Suzanne Belperron conoció al escritor Louis-Ferdinand Céline, a los actores Robert Le Vigan y Arletty, así como al dramaturgo René Fauchois.

### Década de 1930: emergiendo de las tinieblas
Suzanne Belperron pudo haberse sentido algo aburrida y seguramente frustrada con el hecho de que los originales diseños de la Casa René Boivin no eran atribuidos a ella. Esto no era un hecho excepcional: los joyeros durante décadas habían insistido en el anonimato de sus diseñadores, con independencia de cuan talentosos fueran, incluyendo entre otros a Charles Jacqueau y Peter Lemarchand para Cartier y a René-Sim Lacaze para Van Cleef & Arpels.
En febrero de 1932, Suzanne Belperron renuncia a su cargo en la Casa René Boivin. Sería reemplazada en enero de 1933 por Juliette Moutard, quien previamente había trabajado para el fabricante de relojes de lujo Verger Frères. Por su parte, Germaine Boivin, la hija de Jeanne y René Boivin, quien trabajara previamente como diseñadora para su tío, el famoso modisto Paul Poiret y que tras la bancarrota de la Casa Poiret en 1929 creara su propia línea de ropa, solo se incorporaría como empleada a la Casa René Boivin en 1938.
En abril de 1932 Suzanne Belperron aceptó la oferta de Bernard Herz, renombrado comerciante parisino de perlas y piedras preciosas y uno de los suministradores favoritos de la Casa René Boivin, consistente en una posición central en su compañía como “exclusiva, única y reconocida creadora-diseñadora”. Bernard Herz le dio a la joven artista la libertad de diseñar sus propios modelos bajo el nombre de Herz. Desde su salón privado ubicado en el número 59 de la calle de Châteaudun, Suzanne Belperron aseguró los servicios del famoso cortador de piedras Adrien Louart (1890–1989) y designó a Groëné et Darde como su fabricante exclusivo.
Durante la década de 1930, la originalidad de los trabajos de Suzanne Belperron trajo creciente fama internacional a la Casa Bernard Herz. La notoriedad de Belperron creció al unísono, deviniendo en figura relevante en el mundo artístico tanto dentro como fuera de Francia. Casi todos los meses, sus creaciones eran promovidas junto a las de renombrados joyeros como Cartier, Boucheron o Van Cleef & Arpels en lujosos magazines de moda como Vogue y Harper's Bazaar, con la colaboración habitual de bien conocidos fotógrafos como George Hoyningen-Huene y Horst P. Horst. Una amiga cercana, Diana Vreeland (1903–1989), destacada figura en la historia de las modas del siglo XX y personalidad influyente en las revistas de moda (por entonces redactora jefe de la revista Vogue y otrora editora de modas de Harper's Bazaar), adoraba el estilo de Suzanne Belperron.
Su fama fue tal que el renombrado joyero neoyorquino Paul Flato le propuso en julio de 1939 una colaboración artística, la cual fue declinada por la diseñadora Francesa.

### «Mi estilo es mi firma»
Considerada una colorista sin rival, la esencia del trabajo de Suzanne Belperron reside en su extraordinaria habilidad para jugar con influencias estéticas de origen diverso y motivos inspirados en la naturaleza. Suzanne Belperron admiraba el arte y las culturas distantes como las de Egipto, el Cercano Oriente (en particular la civilización asiria), la India, el Lejano Oriente (China, Japón), África y Oceanía. Suzanne hará además su viaje de compromiso a Egipto en el otoño 1923.
Encontró inspiración en la flora y la fauna naturales, desde criaturas como el pez estrella y los insectos hasta los detalles mínimos en los pétalos y las hojas de un jardín de flores. Suzanne Belperron también se sintió cautivada por el universo submarino, cuyo esplendor de formas y combinación de colores la fascinaba.
Entrenada en el momento de auge del movimiento art déco, Suzanne Belperron suavizó la estética linear imperante mediante el uso de materiales y diseños que otros joyeros todavía no habían explorado. Fue pionera en la técnica de colocar piedras preciosas sobre materiales semipreciosos. Además de realizar estos montajes de una forma única, ella optó por el oro de 22 quilates, un nivel de pureza más blando que el comúnmente empleado, debido a su peculiar color.
Su joyería era tan original que nunca firmó sus piezas, insistiendo en que su estilo era su mejor firma. Solo las joyas entregadas de mano de Suzanne Belperron en su salón de la calle Châteaudun, las cuales habían sido diseñadas y aprobadas por ella misma, cumplían al pie de la letra con su famosa máxima. Estaba convencida de que la originalidad de sus piezas las hacía identificables fácilmente y que por lo tanto no era necesario firmarlas. Este fue un principio del cual nunca abdicó, haciendo no obstante más embarazoso el trabajo de los historiadores del Arte o de los expertos en joyería, ya que a menudo se hace muy difícil atribuir una alhaja a un determinado diseñador sobre la única base de un estilo característico.

### Segunda Guerra Mundial: el trágico final de la Casa Herz de joyería
Durante la Ocupación de París por los nazis, Bernard Herz, quien era judío de origen, fue interrogado en más de una ocasión. En una oportunidad, Suzanne Belperron se las arregló para protegerlo de la Gestapo gracias a su amiga Rika Radifé, esposa del actor Harry Baur.
Como consecuencia de la legislación discriminatoria llamada “Decreto sobre los Judíos” en contra de los hebreos franceses, copiada de las leyes nazis y aplicada por el régimen de Vichy en octubre de 1940, Suzanne Belperron tomó pleno control de la Casa Bernard Herz de joyería desde noviembre del mismo año, con la finalidad de asegurar la supervivencia de la compañía. A petición de Bernard Herz tras su primer arresto en 1941, Suzanne Belperron inscribió en el Registro de Compañías una nueva sociedad limitada llamada Suzanne Belperron SARL, con un capital de 700,000 francos. Tenía un asociado, llamado Henri Guiberteau. Su amigo Marcel Coard la ayudó con los fondos necesarios para la transacción.
Sabiendo que el futuro del negocio recaía solo sobre sus hombros, Suzanne Belperron no dejó de trabajar en ningún momento durante la guerra, a pesar de las dificultades que experimentaba para obtener las materias primas necesarias para la elaboración de las joyas.
El 2 de noviembre de 1942, Suzanne Belperron y Bernard Herz fueron arrestados por la Gestapo como consecuencia de una denuncia escrita, siendo conducidos a la avenida Foch. Él fue trasladado de inmediato al campo de internamiento de Drancy, donde estuvo hasta el 2 de septiembre de 1943 cuando fue deportado en el convoy n.º 59 hacia el campo de concentración de Auschwitz, Polonia. Suzanne Belperron fue por su parte acosada por la Gestapo, teniendo que suministrar documentación oficial sobre el origen racial y la religión de su familia.
Durante las hostilidades, Suzanne Belperron se unió al movimiento de la Resistencia.
Suzanne Belperron recibió varias ofertas de compañías norteamericanas para diseñar joyas en los Estados Unidos, pero ella eligió mantenerse en París.

### Posguerra: creación de Herz-Belperron
En una última carta, datada el 21 de febrero de 1943 y enviada desde el campo de internamiento de Drancy, Bernard Herz confió sus asuntos a Suzanne, además de pedirle que protegiera los intereses de Aline y Jean, sus hijos. El 6 de diciembre de 1946, Jean Herz, regresó a París luego de un período de cautiverio como prisionero de guerra. Cumpliendo los últimos deseos de su padre, Jean asumió la mitad de la propiedad de la nueva compañía, denominada Jean Herz-Suzanne Belperron SARL.
Al inicios de 1945, Suzanne Belperron se mudó de su piso en Montmartre al número 14 de la calle d’Aumale, a corta distancia de los salones de recepción de la Casa Herz-Belperron de joyería. Su amplio apartamento, ambientado al estilo oriental en perfecta armonía con la estética clásica, se ubicaba en un piso superior de un edificio neoclásico. El diseño interior de todas las habitaciones le fue confiado por Suzanne Belperron a su cercana amiga Marcel Coard, a quien también comisionó para la decoración de los salones de recepción de la calle Châteaudun.
El joven Jean Herz y Suzanne Belperron asumieron de inmediato la nueva sociedad, trabajando exitosamente juntos durante los siguientes 30 años.

### Haute Joaillerie para una prestigiosa clientela
La joyera Suzanne Belperron recibía a su clientela exclusivamente mediante citas previas en salones situados en el tercer piso del número 59 de la calle Châteaudun. Nunca vio la necesidad de abrir una tienda, ya que estaba convencida de que sus piezas de joyería eran por sí mismas sus mejores embajadoras. La dirección para las citas siempre fue entregada discreta y oralmente a clientes selectos que se sentían atraídos por la originalidad de sus obras, asegurando de esta manera un creciente renombre tanto en Francia como en el resto del mundo.
Como un asunto de suprema importancia antes de tomar una orden, Suzanne Belperron nunca dejaba de valorar el estilo de vida de su cliente, así como el contorno de su cara, la complexión de su piel y la forma de sus manos. De manera similar, ponía especial cuidado en la toma de las medidas de los dedos, las muñecas o el cuello, a la manera de un sastre de Alta Costura. Si era necesario, Suzanne Belperron realizaba algunas pruebas antes de la entrega de las alhajas “hechas a la medida”, para asegurarse de que cada creación acomodara perfectamente a su cliente.
Como todo un buen capataz de taller, Suzanne Belperron mantenía un estricto control sobre la ejecución de cada fase de la manufactura, garantizando la perfección del trabajo y evitando que ningún detalle fuera dejado a su suerte. Con este fin, realizaba una reunión diaria en los salones de la calle Châteaudun con el jefe del taller.
Su clientela incluía a la realeza de casi toda Europa, así como a múltiples aristócratas y a las dinastías del Aga Khan, Rothschild, Wildenstein y el Duque de Windsor. Suzanne Belperron también atraía clientes del mundo de las artes y el entretenimiento (actores, comediantes, dramaturgos, bailarines y cantantes) tales como Gary Cooper, Mona von Bismarck, Adèle Astaire, el arquitecto Robert Mallet-Stevens, Ganna Walska, María Félix, Arno Breker, Josephine Baker, Raoul Dufy, Daisy Fellowes, Alice Cocéa, la actriz británica Merle Oberon, Françoise Rosay, Mary Bell, Charles Boyer, Harry Baur y Louise de Vilmorin.
Del mundo de las modas, los nombres incluían especialmente a su amiga Elsa Schiaparelli, además de Diana Vreeland, Nina Ricci, Christian Dior, Jean Cocteau y Jeanne Lanvin. Y del ámbito político, personalidades como Paul Reynaud, Léon Blum, Maurice Couve de Murville, Gaston Palewski y Houphouët-Boigny.

### Al final del camino
El 12 de julio de 1963, la diseñadora de joyas Suzanne Belperron fue elevada al rango de Caballero de la Legión de Honor. La Cruz le fue presentada por su gran amigo Jean Marchar, miembro de la Resistencia durante la Segunda Guerra Mundial y Secretario del Teatro Francés.
Cuatro años después de la muerte de su esposo en junio de 1970, Suzanne Belperron y su asociado Jean Herz acordaron, en junta general efectuada el 28 de junio de 1974, disolver amistosamente su compañía.
La compañía Herz-Belperron fue liquidada el 31 de diciembre de 1975. Esta decisión tuvo lugar luego de 55 años de devoción hacia el arte de la joyería, pero no significó el final de su carrera profesional. Tanto en Francia como en el extranjero, había forjado lazos de amistad con muchos de sus fieles clientes, los cuales se mantuvieron confiando en ella durante muchos años. Ellos continuaron requiriendo sus servicios, especialmente en la valoración de joyas con propósitos de herencia, seguros o donaciones a museos. Por otra parte, Suzanne Belperron rechazó toda propuesta de colaboración (incluyendo las provenientes de Tiffany & Co) dirigida a reeditar su colección de joyería.
Suzanne Belperron murió en un trágico accidente en su cuarto de baño el 28 de marzo de 1983 a la edad de 82 años. Desprovista de niños, dejó sus propiedades a un amigo cercano.

## Del olvido al renacimiento

### La subasta de la colección de joyas Windsor en 1987
A pesar de la popularidad que sus diseños tuvieron en su tiempo, el nombre de Belperron fue ampliamente olvidado hasta que en una prestigiosa subasta de Sotheby´s, efectuada los días 2 y 3 de abril de 1987 en Ginebra, se presentara la colección de joyas y objetos preciosos de la Duquesa de Windsor. Durante esta subasta, solo cinco de las 14 piezas de Belperron fueron correctamente catalogadas.

### Descubrimiento de los archivos personales en 2007
En 2007, el heredero universal de Suzanne Belperron murió. Por línea sucesoria, el nuevo heredero devino dueño de las propiedades de Suzanne Belperron, incluyendo sus archivos.
Se rumoraba que Suzanne Belperron había quemado sus papeles, pero esto no era más que un mito. El nuevo heredero descubrió, a los pies de Montmartre, un pequeño apartamento que se mantenía cerrado desde 1983. Allí se hallaron muebles y libros de Suzanne Belperron, así como todos sus archivos: una vasta colección de dibujos, esquemas, modelos, moldes, bosquejos, correspondencia de negocios, diarios, órdenes de citas atendidas desde 1937 hasta 1974, fotos y artículos de prensa refrendados. Este descubrimiento es crucial para asegurar la autenticidad y posibilidad de rastreo de sus obras, cuya complejidad de diseño era notoria.
De hecho, el heredero universal de Suzanne Belperron, su amigo entrañable, había hecho honor al deseo de la artista sobre la confidencialidad de sus archivos y el respeto a sus clientes hasta el día de su “último aliento”.
Los archivos de Suzanne Belperron, una mujer confiable y muy discreta, desmienten todo lo que se ha escrito en sentido contrario. Por otra parte, estos archivos confirman la existencia del plan de un libro de arte dedicado por completo a su trabajo. Hans Nadelhoffer (1940–1988), un experto del departamento de joyería de Christie's en Ginebra, conocido como autor de una monografía dedicada a Cartier, planificó en 1981 escribir un libro sobre el trabajo de Suzanne Belperron. Animada con la idea, ella se dio a la tarea de acopiar todos sus papeles, pero murió trágicamente a principios de 1983.
El nuevo heredero de Suzanne Belperron, entusiasta del arte, solicitó en 2008 los servicios de un escritor especializado en orfebrería antigua y experto en joyería, para que continuara el bosquejo monográfico comenzado por Hans Nadelhoffer. Dicho experto, mediante contrato registrado en Versalles, se hizo cargo el 1 de octubre de 2008 de los archivos completos de Suzanne Belperron con el mandato del nuevo heredero de asegurar en perpetuidad “el futuro de la experiencia del trabajo completo creado por Suzanne Belperron”.

### Un estilo eterno de un éxito creciente
El estilo imperecedero de la joyería de Suzanne Belperron resulta hoy altamente exitoso, como se evidencia con la venta récord de dos lotes de sus joyas en París, uno de ellos consistentes en un broche de cornucopia de esmeraldas y diamantes vendido en $674,999 el 19 de mayo del 2010, y el otro en un conjunto de turmalina, esmeralda, peridoto, berilo, zafiro coloreado y brazalete de oro vendidos en $330,895 el 24 de noviembre de 2011.
A principios del 2012, Karl Lagerfeld escogió una de sus joyas en calcedonia para tonificar la presentación de la colección de primavera-verano de Chanel.
El 14 de mayo de 2012, la colección personal de joyas de Suzanne Belperron, descubiertas como parte de su patrimonio en 2007, fue subastada en Ginebra,  por la casa Sotheby's. Dicha subasta, consistente en 60 lotes vendidos a un precio tres veces superior a su valor originalmente estimado, fue cerrada a $3.45 millones, con la inclusión de un cristal de roca y un anillo de diamantes. Una de las piezas vendidas ha sido un anillo tallado en cristal de roca, ornamentado con un diamante en talla navette valorado en 464.500 CHF ($498,255).